# Jaffna (distrikt)

Jaffnadistriktet inom Sri Lanka.

Jaffna District är ett distrikt i Sri Lanka med omkring 650 000 invånare (2007-04-30).